# Draba corymbosa
Draba corymbosa là một loài thực vật có hoa trong họ Cải. Loài này được R.Br. ex DC. mô tả khoa học đầu tiên năm 1821.